# Heir presumptive
Heir (eller heiress) presumptive er en engelsk betegnelse for en tronfølger, der risikerer at blive fortrængt, hvis der fødes nogen med et stærkere arvekrav. 
En heiress presumptive kan fx være en datter af den nuværende statschef, der kan miste posten som tronfølger. Tilsvarende kan en heir presumptive være en bror til den nuværende statschef. 
Betegnelsen har længe været brugt uofficielt i Storbritannien (fx om prinsesse Victoria, der var tronfølger i 1830–1837), men betegnelsen blev først officiel, da prinsesse Elizabeth blev tronfølger i 1936. 
Den tilsvarende danske betegnelse er arveprins. 

## Danske tronfølgere, der var heir presumptive
Siden 1660 nedstammer alle tronfølgere fra Frederik 3.. Han forudsættes her som "første generation" i forhold til nedenstående oversigt over tronfølgere, hans sønner (den senere Christian 5. og prins Jørgen af Danmark (senere engelsk prinsgemal)) kaldes derfor anden generation og så fremdeles. (Navne angivet med fed skrift angiver de tronfølgere, der rent faktisk blev konger af Danmark).
Tre danske tronfølgere har haft titlen arveprins. Deres ældre brødre har været regerende konger, men de er aldrig selv kommet på tronen.
Oldenborgerne
- 1670-1671: prins Jørgen af Danmark, hertug af Cumberland (senere engelsk prinsgemal) (2. generation), søn af Frederik 3. af Danmark-Norge. Prins Jørgen blev fortrængt som tronfølger, da hans brorsøn (den senere Frederik 4.) blev født i 1671.

- 1747-1749: Prinsesse Sophie Magdalene (1771-1792: Dronning af Sverige) (6. generation), datter af kong Frederik 5. af Danmark-Norge. Prinsesse Sophie Magdalene blev fortrængt som tronfølger, da hendes lillebror (den senere Christian 7.) blev født i 1749.
- 1766-1768: Arveprins Frederik (6. generation), bror til Christian 7. og søn af kong Frederik 5. af Danmark-Norge. Arveprins Frederik blev fortrængt som tronfølger, da hans brorsøn (den senere Frederik 6.) blev født i 1768.
- 1808-1839: Prins Christian Frederik (7. generation), konge af Norge i 1814, dansk konge som Christian 8. i 1839–1848, søn af Arveprins Frederik.  Prins Christian Frederik ville være blevet fortrængt som tronfølger, hvis Frederik 6. havde fået en arveberettiget søn efter 1808.
- 1848-1863: Arveprins Ferdinand (7. generation), bror til Christian 8. og søn af arveprins Frederik. Arveprins Ferdinand ville være blevet fortrængt som tronfølger, hvis Frederik 7. havde fået en arveberettiget søn efter 1848.

Glücksborgerne
- 1863-1863: Prins Christian af Lyksborg (8. generation), konge i 1863–1906 som Christian 9. af Danmark. Prins Christian af Lyksborg ville være blevet fortrængt som tronfølger, hvis Frederik 7. eller arveprins Ferdinand havde fået en arveberettiget søn efter 1853.
- 1947-1953: Prins Knud (11. generation), titulær arveprins fra 1953, bror til Frederik 9. og søn af Christian 10.. Arveprins Knud ville være blevet fortrængt som tronfølger, hvis Frederik 9. havde fået en arveberettiget søn. I praksis blev han dog fortrængt af Tronfølgeloven af 1953.
- 1953-1972: Tronfølgeren, prinsesse Margrethe (12. generation), datter af Frederik 9., regerende dansk dronning fra 1972. Prinsesse Margrethe ville være blevet fortrængt som tronfølger, hvis hun havde fået en lillebror.